# Bahnhof Kleinenbroich

Der Bahnhof Kleinenbroich ist ein Bahnhof an der Bahnstrecke Mönchengladbach–Düsseldorf. Das Empfangsgebäude aus dem Jahr 1851 steht als Baudenkmal in der Liste der Baudenkmäler in Korschenbroich.

## Lage
Der Bahnhof liegt im Zentrum des Korschenbroicher Stadtteils Kleinenbroich. Er wird durch die hier haltende S-Bahn-Linie S 8 der S-Bahn Rhein-Ruhr und die Buslinien zum Verkehrsknoten für den Korschenbroicher Osten (Kleinenbroich, Glehn, Steinforth).
Kleinenbroich wird im Osten durch die Landesstraße 361 und südlich durch die Landesstraße 381 erschlossen. Eine verkehrliche Anbindung des Bahnhofs erfolgt über kleinere Stadtstraßen. Auf beiden Seiten der Bahnhofsanlage sind P&R-Parkplätze vorhanden, die auch von Fahrgästen aus den umliegenden Stadtteilen genutzt werden.
Der alte Ortskern von Kleinenbroich mit der Kirche liegt südlich der Bahnstrecke Mönchengladbach–Düsseldorf. Im letzten Jahrhundert hat sich Kleinenbroich sehr stark nach Norden entwickelt, so dass die Bahnstrecke heute die nördlichen Wohngebiete Rhedung und Auf den Kempen, sowie das Gewerbegebiet Püllenweg von Alt-Kleinenbroich trennt und direkte verkehrliche Verbindungen nur über die vorhandenen Tunnel und Überführungen gegeben sind. Städteplanerisch stellt dies keine günstige Situation dar.

## Geschichte

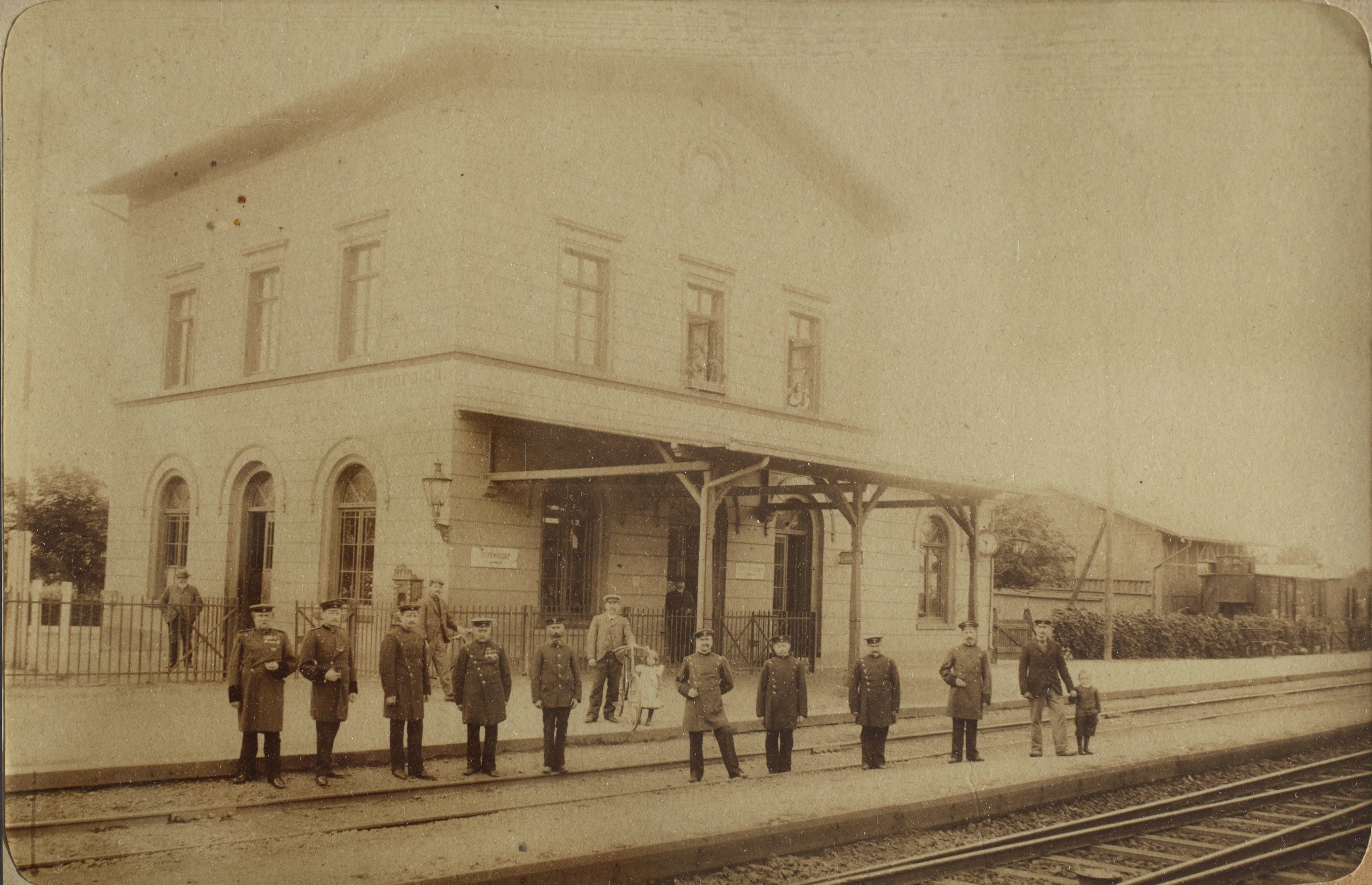
Bahnhof Anfang des 20. Jahrhunderts

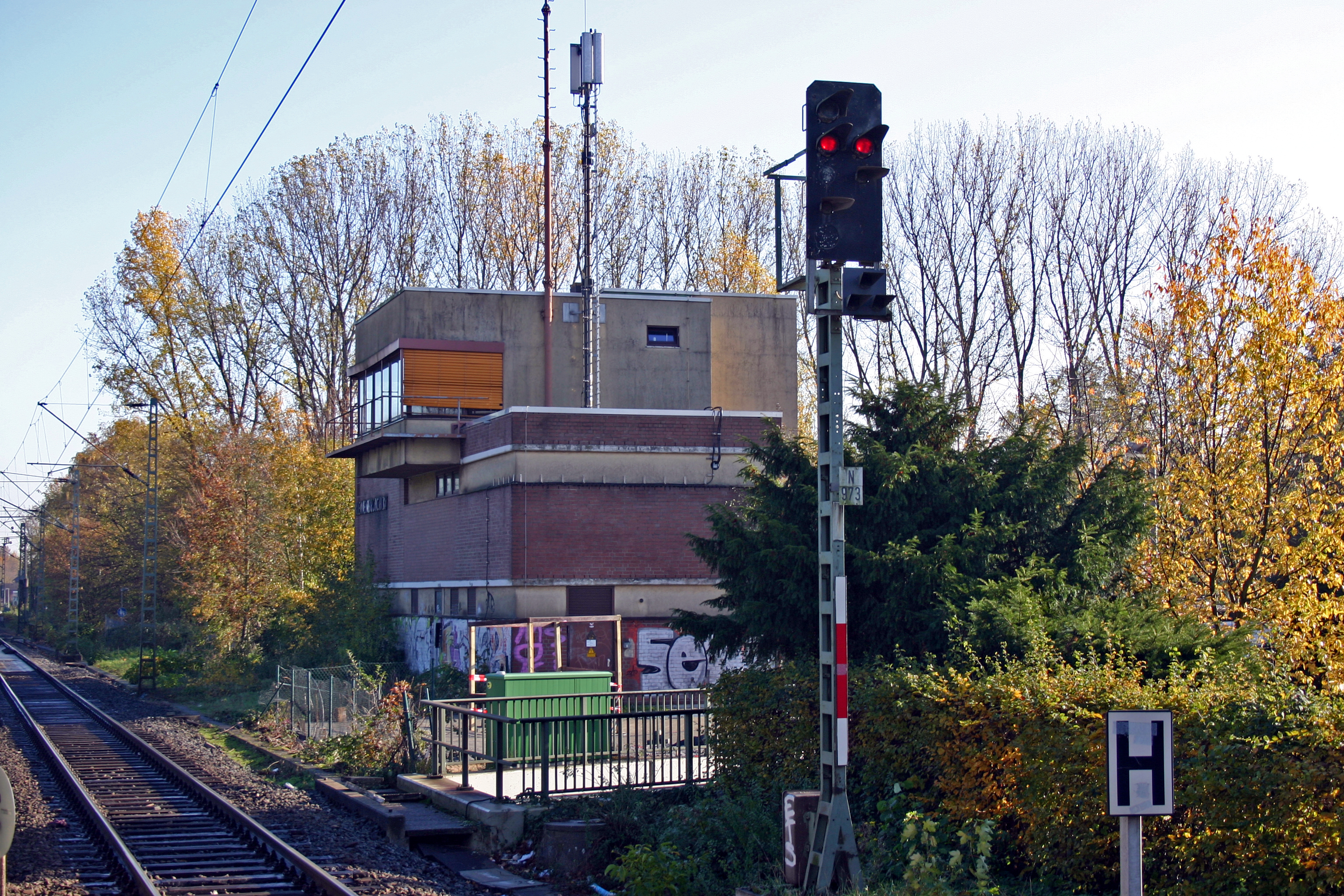
Stellwerk Kf, 2013

Der Bahnhof Kleinenbroich wurde 1851 von der Aachen-Düsseldorf-Ruhrorter Eisenbahn-Gesellschaft als einzige Station zwischen Mönchengladbach und Neuss errichtet und mit der Inbetriebnahme der Bahnstrecke von Mönchengladbach nach Düsseldorf im Januar 1853 eröffnet. Anfangs war die Station auch Bahnhof der Gemeinden Korschenbroich und Büttgen. Um die Bedürfnisse der Gemeinden Korschenbroich und Büttgen zu decken, hatte Kleinenbroich ein großes Verladegleis und zwei Güterabstellgleise. 1870 erhielt dann Korschenbroich aufgrund seiner verkehrlichen Bedeutung eine eigene Station. 
Der Bahnhof Kleinenbroich hatte bis in die 1980er Jahre ein Stellwerk an der östlichen Bahnhofseinfahrt, Bahnhofstraße Ecke Matthiasstraße, das mit dem Ausbau der Strecke für den S-Bahn-Betrieb abgerissen wurde. Ein zweites Stellwerk befand sich als Wärterstellwerk an der westlichen Seite des Bahnhofsbereiches an der Neusser Straße in Pesch. Der Fahrdienstleiter hatte seinen Sitz im Stellwerk am Bahnhof. Es wurde ebenfalls bei der S-Bahn-Einführung abgerissen. Ein neues Relaisstellwerk wurde gegenüber errichtet, das nun die Überwachung des Streckenabschnitts Mönchengladbach–Neuss übernahm. Das Stellwerk wird seinerseits vom Stellwerk Nf in Neuss Hbf aus ferngesteuert.
Mit dem Bau der S-Bahn wurden auch die Bahnübergänge am Bahnhof und an der Neusser Straße geschlossen und durch eine Fußgängerunterführung Bahnhofstraße, die Straßenunterführung Holzkamp bzw. eine Straßenüberführung der Kreisstraße 23 ersetzt. Die Bahnhofsanlage wurde ebenfalls umgestaltet. Anstelle der bisherigen Bahnsteige entstand ein Mittelbahnsteig. Für Überholungen auf dem Regelgleis von Neuss nach Mönchengladbach, sowie von Mönchengladbach nach Neuss, legte man westlich des Bahnhofs ein Überholgleis an, das über Weichenstrassen aus beiden Richtungen eingefahren werden kann und so eine Zugüberholung in beiden Richtungen ermöglicht.
Im Jahr 2014 wurde der Bahnhof durch die Deutsche Bahn umfangreich umgestaltet. Der ursprünglich mit dem Betrieb der S-Bahn angelegte Mittelbahnsteig wurde abgerissen und durch zwei barrierefrei gestaltete Außenbahnsteige ersetzt. Auch das Bahnhofsumfeld wurde durch die Stadt Korschenbroich unter Bezuschussung durch das Land Nordrhein-Westfalen durchgängig barrierefrei ausgestaltet. Hierzu wurden die vorhandenen Treppen durch Fußgängerrampen ergänzt.
Auf den Bahnsteigen sind im Gegensatz zum ebenfalls umgebauten Bahnhof Korschenbroich Überdachungen vorhanden, da in Kleinenbroich mehr Fahrgäste den Bahnhof nutzen. Gebaut wurden zudem überdachte Fahrradstationen und abschließbare Fahrradboxen.

## Bahnhofsgebäude

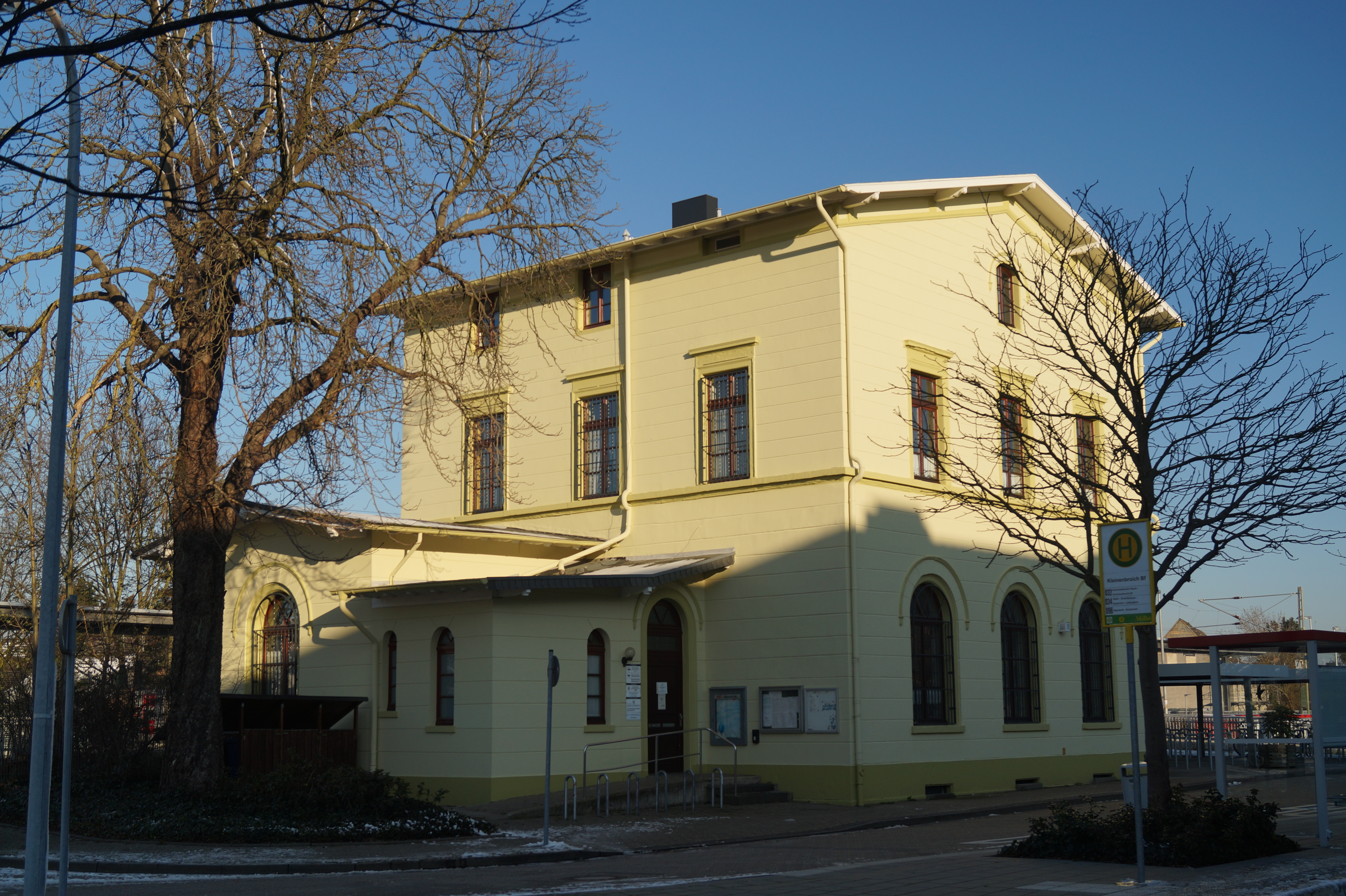
Bahnhofsgebäude von der Ladestraße, 2014

Das Bahnhofsgebäude wurde im klassizistischen Stil errichtet und steht unter Denkmalschutz. Es besteht aus einem zweigeschossigen, dreiachsigen Empfangsgebäude und einem angebauten eingeschossigen, einachsigen Güterschuppen. Das Empfangsgebäude besitzt ein flachgeneigtes Dach, das giebelständig zur Ladestraße beziehungsweise Bahnstrecke angeordnet ist. Ein Dachbalken weist die Jahreszahl 1851 auf. Die Fenstertüren im Erdgeschoss sind rundbogig und die Fenster im Obergeschoss hochrechteckig gestaltet. Die verputzte Fassade ist gebändert ausgeführt.
In dem Gebäude des alten Bahnhofs Kleinenbroich haben heute einige Vereine ihren Sitz.

### Denkmalbeschreibung
Darstellung der wesentlichen charakteristischen Merkmale des Denkmals:
Die gegenseitigen Interessen von Düsseldorf, Mönchengladbach und Aachen führten 1851/52 zum Bau der Aachen-Düsseldorfer Eisenbahn-Gesellschaft. Diese Eisenbahn-Gesellschaft errichtete an ihren Haltepunkten einen Typenbahnhof, wie er heute noch in den Empfangsgebäuden von Herzogenrath, Geilenkirchen, Lindern und Kleinenbroich erhalten ist. Die Empfangsgebäude der ersten drei aufgeführten Orte weisen spätere Veränderungen auf. Besonders der Zweite Weltkrieg wirkte sich auf die Bausubstanz von Lindern und insbesondere von Geilenkirchen aus. Bei dem Gebäude von Geilenkirchen ist durch die nachträgliche Veränderung der rundbogigen Fenster in Rechteckformate die Ähnlichkeit nur noch erahnbar. Das weitgehend unveränderte Beispiel blieb in Kleinenbroich erhalten. 
Der Originalbau besteht aus einem zweigeschossigen, dreiachsigen Gebäude mit Rundbogenöffnungen an das links von den Gleisen aus gesehen ein eingeschossiger, einachsiger Anbau anschloss. Der Zeit gemäß erhielt die Fassade einen Bänderputz, in der Ebene der Fensterbänke des ersten Obergeschosses ein Kranzgesims. Die Rundbogenöffnungen wurden mit einer wulstartigen Betonung des Sturzes und die Fenster im ersten Obergeschoss mit Architrav verziert. Das Giebelfenster unter dem klassizistisch flachgeneigten Dach bezog sich wieder auf die Fenster des Erdgeschosses, während die Belichtung des Dachraumes durch liegende Rechteckformate erfolgte. Alle Öffnungen waren durch Gesimse eingefasst. Das giebelständig zum Gleis errichtete Gebäude diente der Abfertigung der von Kleinenbroich, Büttgen und Korschenbroich abreisenden Fahrgäste sowie deren Ankunft und der Abfertigung der von hier versandten Gütern: Böttcherwaren, Holzschuhe, Seide und Samt. Die am 1. Januar 1866 nach dem Beschluss der Generalversammlung der Bergisch-Märkischen Eisenbahn übernommene Aachen-Düsseldorfer Eisenbahn hatte bis zur Übernahme in Kleinenbroich keine Veränderungen an dem Bahnhofsgebäude vorgenommen. Auch die nachfolgende Bergisch-Märkische Eisenbahn ließ den Bau unverändert. Erst die Königlich Preußische Staatsbahn – als Nachfolgerin der Bergisch-Märkischen Eisenbahn – veränderte den Bau unwesentlich im Inneren bei der Einführung der Sperre. Es erstand der Durchgang zum Bahnsteig und ist demnach in der Periode der Einrichtung von Bahnsteigsperren in den 1890er Jahren entstanden. Die letzte Veränderung erfolgte nach dem Zweiten Weltkrieg durch den Einbau neuer Fenster mit Einscheibenflügeln, bei denen auch die Oberlichter verschwanden. Wann die Vergrößerung der Fenster unter der Traufe im Dachgeschoss erfolgte, ist nicht mehr genau nachzuvollziehen.
Der Bahnhof ist unter Nr. 149 am 21. November 1988 in die Liste der Baudenkmäler in Korschenbroich eingetragen.

## Linien
Der Bahnhof von einer S-Bahn-Linie angefahren:
| Linie | Verlauf | Takt                                                                       |
| ----- | --- | -------------------------------------------------------------------------- |
| S 8   | Hagen Hbf – HA-Wehringhausen – HA-Heubing – HA-Westerbauer – Gevelsberg-Knapp – Gevelsberg Hbf – Gevelsberg-Kipp – Gevelsberg West – Schwelm – Schwelm West – W-Langerfeld – W-Oberbarmen – W-Barmen – W-Unterbarmen – Wuppertal Hbf – W-Steinbeck – W-Zoologischer Garten – W-Sonnborn – W-Vohwinkel – Haan-Gruiten – Hochdahl-Millrath – Hochdahl – Erkrath – D-Gerresheim – D-Flingern – Düsseldorf Hbf – D-Friedrichstadt – D-Bilk – D-Völklinger Straße – D-Hamm – NE Rheinpark-Center – NE Am Kaiser – Neuss Hbf – Büttgen – Kleinenbroich – Korschenbroich – MG-Lürrip – Mönchengladbach Hbf Stand: Fahrplanwechsel Dezember 2023 | 30 min 60 min (Hagen–Oberbarmen) 20 min (Oberbarmen–M’gladbach wochentags) |

2023 halten am Bahnhof drei Buslinien.
| Linie | Verlauf                                                          |
| ----- | ---------------------------------------------------------------- |
| 032   | Haydnweg – Kleinenbroich – Pesch – Korschenbroich                |
| 034   | Kleinenbroich – Glehn – Epsendorf – Lüttenglehn – Unterstraße    |
| 867   | Kleinenbroich – Glehn – Kastanienallee – Steinforth – Rubbelrath |